# Petit format
 (décembre 2014).
 (janvier 2023).
Un petit format (PF) est un fascicule de bande dessinée vendu bon marché et édité dans un format de poche (en général 13 × 18 cm), le plus souvent en noir et blanc.

## Définition
Un petit format est une bande dessinée de poche (format 13×18 cm) en général en noir et blanc. Il existe cependant des exceptions ou des contre-exemples.
« Un petit format, c'est ce que les lecteurs de petit format considèrent comme du petit format ».

### Noir et blanc, ou couleur
L'immense majorité des PF se décline en noir et blanc, mais il existe de nombreux exemples faisant exception :
- Ainsi, la revue Blek reprend en couleurs les aventures du héros-titre parues en monochrome dans Kiwi.

- Pépito, Tartine, et bien d'autres, sont également sortis en couleur.

### Format
Concernant le format 13×18 cm, la situation est plus contrastée. Il existe quelques ouvrages de référence :
- Le BDM (argus de la bande dessinée) divise les bandes dessinées en quatre catégories principales : les albums cartonnés, les journaux, les récits complets et les petits formats. Dans cette dernière catégorie, on retrouve aussi Strange, Titans, et d'autres revues dépassant le classique 13x18 cm. Souvent critiqué, le BDM demeure malgré tout une référence en matière de bande dessinée.
- 50 ans de petits formats, de Pierre Caillens, l'Annonce-Bouquins, 1991[1], sépare les « petits formats » des « récits complets modernes » (qui regroupent tout ce qui « dépasse »), mais considère Akim Color ou Super Swing parmi les PF, malgré leur format supérieur. Toutefois, la notion de « récit complet moderne » semble propre à Pierre Caillens.
- La plupart des dictionnaires ou encyclopédies de la bande dessinée ignorent les PF ou les mélangent avec le reste de la bande dessinée sans distinguo.
- La série « les répertoires de la database du loup »[1], éd. Dans la gueule du loup, fixe une limite de taille aux PF (14×20 cm) et crée de facto une catégorie « grand format » pour ce qui est plus grand, ce qui n'a guère d'équivalent ailleurs.

### Les comics
Il existe des petits formats contenant du comics. Cependant, le comics est souvent considéré comme une catégorie à part entière dans la bande dessinée, notamment avec le format comic book. 

## Historique

### Origines
Le premier « petit format » en France est publié en avril 1949 par les Éditions Vaillant. Il porte le nom 34, en référence au nombre de pages qu'il contient. Il devient 34 Camera, puis Camera. Bien que Vaillant soit le précurseur de ce type de revues, l'éditeur n'exploite plus le format : 34 demeurant le seul petit format de l'éditeur.
À cette époque, les illustrés sortent sous deux formats : 
- Le premier format, dit journal, est basé sur des histoires à suivre (Le Journal de Mickey, Spirou, Mon journal, etc.)

- Le second format, dit à la française, est plus petit et contient des récits complets. Ce terme devient leur nom générique

Les principaux éditeurs de l'époque ont chacun leurs titres :
- Fantax, chez Chott
- Diavolo, Brik, ou Yak, chez Aventures et Voyages
- Rodéo ou Plutos, chez Lug
- Monde futur ou Sidéral, chez Artima

En 1958, l'éditeur français Impéria lance sa propre série de petits formats : Super Boy (à ne pas confondre avec le Superboy de DC Comics). À ses débuts, comme dans 34, la bande dessinée n'est pas le contenu principal : le rédactionnel prédomine. Mais, le succès de la formule fait des émules parmi la concurrence. Les éditeurs Lug, Aventures et Voyages, ainsi que Impéria, font le choix de passer toute leur production au format graphique. Ce dernier est plus pratique pour les jeunes. La lecture de ces illustrés étant souvent réprouvée, son attrait est augmenté, car il faut le plus souvent les lire en cachette.

### «Âge d'or» du petit format
Les années 1950 marquent la transition de la longueur des récits de formats complets aux formats courts. Ils connaissent leur apogée durant les deux décennies suivantes. Le terme « petit format » n'est pas utilisé à l'époque : on parle alors d'« illustré ». Aujourd'hui, on utilise fréquemment le sigle « PF ».
Les kiosques de l'époque regorgent de ces revues aux couvertures bariolées, qui contrastent avec le contenu en noir et blanc. Les enfants dévorent ces illustrés malgré la réprobation, voire l'interdiction des adultes. Certaines vedettes évoquent leurs lectures secrètes de l'enfance, comme Eddy Mitchell ou l'humoriste Jamel Debbouze au détour d'une interview[réf. souhaitée]. Dans son autobiographie Héros de papier, l'écrivain Guy Darol raconte l'influence des petits formats dans sa formation littéraire. Aujourd'hui encore, quelques noms restent dans l'inconscient collectif, comme Akim, Zembla, Blek, Capt'ain Swing, Tartine ou Pépito.
Les chiffres des tirages de l'époque sont exceptionnels et feraient rêver n'importe quel éditeur actuel. Akim et Capt'ain Swing tirent à plus de 200 000 exemplaires chaque mois ; Rodéo, Blek et Zembla n'en sont pas loin non plus. Le nombre de fascicules vendus en une année représente des dizaines de millions de bandes dessinées.
Les éditeurs font d'abord travailler des auteurs français avant de se tourner rapidement vers la main-d'œuvre italienne ou espagnole, moins chère, ou d'importer des bandes dessinées étrangères. Là encore, l'Italie et l'Espagne se taillent la part du gâteau. L'Angleterre y tient une bonne place également.
Malgré ce succès, ou peut-être à cause de celui-ci, ce genre de bande dessinée est méprisé par les critiques et autres spécialistes de la bande dessinée. Gérard Thomassian est l'un des premiers à étudier le genre sérieusement avec beaucoup de minutie. Henri Filippini intègre systématiquement les PF au sein de ses différents dictionnaires ou encyclopédies de bande dessinée. Ces deux personnes font néanmoins figures d'exception.

### Depuis les années 1980
Les années 1980 marquent le début de raréfaction du format. Jeunesse et vacances s'arrête en 1981, tandis qu'Impéria ne publie plus que des rééditions, et les éditions Lug décident de s'orienter vers les super-héros de Marvel. Les autres éditeurs suppriment régulièrement les revues les moins rentables. Les kiosques voient disparaître ces bandes dessinées de poche.
En 1991, Aventures et Voyages disparaît. Il ne reste plus que Semic, qui a repris l'activité des éditions Lug, pour quelques revues : Rodéo, Spécial Rodéo, Kiwi et Spécial Zembla.
En 1994, Mon Journal multimédias relance Akim et Capt'ain Swing en rééditant ses anciens fascicules.
En 2000, une tentative éphémère de relancer Ivanhoé ne dure que 10 numéros.
Chez Semic, une nouvelle génération nourrie aux petits formats (et aux comics) s'y essaie sans succès. Le rédacteur en chef de l'éditeur Thierry Mornet relance Fantask, puis Yuma, en vain.
En décembre 2003, le non-renouvellement des droits de publication des personnages de l'éditeur Bonelli (Tex, Zagor, Martin Mystère, etc.) scelle définitivement le sort des pockets de Semic.
En mars 2004, c'est le nouvel Akim qui cesse sa parution après 120 numéros. Depuis, seule la série Capt'ain Swing éditée chez Mon journal parait encore, rééditant d'anciens épisodes.
Les principales raisons données pour cette désaffection sont l'omniprésence de la télévision et des jeux vidéos, mais également le format désuet et le noir et blanc qui ne plaît plus aux jeunes lecteurs. Paradoxalement, le style de bande dessinée qui a le vent en poupe à la fin des années 1990 est le manga, qui paraît en format de poche, en noir et blanc. Ces deux caractéristiques sont présentées comme des atouts par les spécialistes des mangas.

## Pays d'origine des séries
Si à l'origine, les petits formats contiennent essentiellement de la création française, la situation évolue rapidement vers une importation massive de bandes dessinées étrangères en provenance d'Italie, d'Espagne, des États-Unis ou d'Angleterre (principalement). 

### L'Italie et lesfumetti
Fumetti est le nom donné en Italie aux bandes dessinées. Il signifie fumée, en référence à l'aspect des bulles servant à faire parler les personnages. L'Italie fut incontestablement le plus gros pourvoyeur des revues petit format. Si en Italie, le format poche existe (Alan Ford ou Diabolik, par exemple), la plupart des revues sont d'abord sorties dans les années 1950 et 1960 au format a strisce, plus connu sous le nom de format à l'italienne, avec une seule bande de dessin qu'il faut remonter pour constituer des pages d'un format plus classique en France.
Il existe aussi, depuis 1958, un format appelé Bonelli, du nom de l'éditeur qui l'a imposé. Plus grand qu'un PF classique, il est de 16×21 cm. La plupart des éditeurs décident de reproduire les planches en les réduisant légèrement.
Si l'Italie connait aussi une crise, la bande dessinée de kiosque y est encore florissante, au détriment du marché des albums qui y est encore embryonnaire.

### Royaume-Uni
Le Royaume-Uni fut l'autre grand marché d'importation pour les PF, et cela par l'intermédiaire des deux grands éditeurs du pays : Fleetway et DC Thomson. Là-bas aussi le format de poche existe, mais il est minoritaire et réservé à des revues de guerre, comme War, que l'on retrouve principalement chez Impéria en France. Le reste de la production se fait au format journal, avec un papier à l'avenant. On y trouve les principales revues pourvoyeuses des petits formats français : Valiant, Lion, Tiger, Eagle, Battle, Buster, etc.
Leur passage au petit format nécessite alors de procéder à un remontage complet des planches, et parfois même de redessiner une partie des cases remontées. C'est d'ailleurs pour cette raison que Lug n'utilise pas de matériel britannique dans ses revues.

### Espagne: lestebeos
Dans ce pays, la bande dessinée populaire prend le nom de tebeo, qui est tiré de la première grande revue de bande dessinée locale : TBO. L'Espagne est une grande productrice de bande dessinée dans les années 1950-1960, avec de multiples revues que l'on retrouve alors en PF. Leur format intermédiaire (24 x 19 cm) est assez facilement adaptable.
La fin du franquisme donne lieu à une rupture assez nette : l'apport de bandes dessinées extérieures s'estompe et il y a plus de liberté dans la création, ce qui marque la fin de la plupart des tebeo au profit d'une bande dessinée plus inventive et diversifiée. Les grands personnages ibériques sont El Capitán Trueno, El Jabato, El guerreiro del Antifaz dans le genre réaliste et Mortadelo y Filemon dans le genre humoristique. Ces quatre bandes sont publiées chez Aventures & Voyages.

### Autres pays
Les États-Unis exportent aussi beaucoup de bandes dessinées en France, mais la commission de censure est peu indulgente, ce qui en limite la portée. Il faut attendre la fin des années 1960, mais surtout les années 1970-1980, pour voir l'arrivée massive des comics (nom de la bande dessinée aux États-Unis) en France avec Lug, Sagédition, mais aussi Arédit/Artima.
Les autres pays n'ont que des miettes. L'Allemagne envoie quelques bandes dessinées comme Tibor, de Hansrudi Wäscher ou Perry le fantastique, mais cela reste marginal. Les Pays-Bas n'en proposent pas plus, même si l'on retient la version de Archie le robot, signée Bert Bus, ou quelques personnages comme Tom Pouce, de Marten Toonder.

## Censure

### France
La commission de surveillance mise en place en France par la loi de 1949 concernant les publications pour la jeunesse est indissociable de l'histoire des PF. De nombreuses revues cessent leurs publications à cause d'elle (Fantax, Marvel et Fantask, ainsi que de multiples fascicules Elvifrance, etc.). L'ensemble de la production s'autocensure de façon drastique pour éviter tout problème avec cette fameuse commission.
De nombreux amateurs de bandes dessinées ont en tête des exemples de censure plus ou moins aberrantes, comme celle qui décide de la mort de Fantask sous le prétexte (fallacieux ?[réf. souhaitée]) de couleurs trop vives pour les yeux des jeunes enfants.
Il faut savoir que les décisions de cette commission ne sont pas seulement dictées par le bien-être des jeunes lecteurs. Il y a aussi des considérations plus politiques tendant à censurer les parutions d'origine étrangère, et plus particulièrement celles en provenance des États-Unis[réf. souhaitée]. Protectionnisme ou anti-américanisme ? La réponse n'est pas aisée, mais le résultat est que de nombreuses histoires sont profondément modifiées pour passer entre les mailles du filet de la censure. Chez Lug, un studio complet de retoucheurs travaille à plein temps. C'est grâce à cela que Jean-Yves Mitton et Ciro Tota démarrent leurs carrières.

## Éditeurs
« L'âge d'or » de ce mode de diffusion et d'expression populaire se situe entre les années 1950 et 1980.
Durant cette période, de nombreux éditeurs publient ce type de production, parmi lesquels :
- Arédit/Artima (Eclipso, Étranges Aventures, Aventures Fiction, Atomos, etc.)
- Aventures et voyages (Akim, Capt'ain Swing, Marco Polo, Mister No, Totem, etc.)
- Éditions de Chateaudun (Coq Hardi, Frimousse, etc.)
- DPE (Flash Gordon, Le Fantôme, Zorro, etc.)
- Edi-Europ (Agent Secret X-9, Jim la Jungle, Luc Bradefer, etc.)
- Elan (Gong, Mister X, etc.)
- Elvifrance (Maghella, Contes malicieux, Jacula, Les Cornards, etc.)
- Éditions Presses Internationales (EPI) (Blueberry pocket, Gigantik pocket, etc.)
- Euredif (Pierrafeu, Scoubidou, etc.)
- Impéria (Super Boy, Tex Tone, Kit Carson, Kalar, etc.)
- Jeunesse et Vacances (Archie le Robot, Kali, Rocky Rider, Robin des Bois, Perry le fantastique, etc.)
- Lug (Rodéo, Kiwi, Hondo, Blek, Zembla, Fantask, Wampus, etc.)
- Éditions de Lutèce (Changor, Yéti, etc.)
- OZ (Au nom de la Loi, Thierry la Fronde, etc.)
- Ray-Flo (Big Bill, Jim Tomahawk, etc.)
- Éditions des Remparts (Mandrake le Magicien, Le Fantôme, etc.)
- Rhodos Presse (Furioso, Kerry Drake, etc.)
- Sagédition ou SAGE (Pépito, Superman, Batman, Alan Ford, Kronos, Titi, Bugs Bunny, etc.)
- S.E.G. (Les Loups, Yphon, etc.)
- SEPP (Fantastik, Samba, etc.)
- SER (Fantax, Old Boy, etc.)
- Société française de presse illustrée (SFPI) (Diabolik, Main d'acier, Tartine, Dodu, etc.)

## Cotes
À l'instar d'autres bandes dessinées, les petits formats sont collectionnés et leur nature périodique instaure l'édition originale comme la règle quasi-absolue. Mis à part quelques numéros rarissimes comme Zembla no 1, Rodéo no 43 ou Strange no 1, il n'y a pas de rééditions.

### BDM
Le BDM Trésors de la bande dessinée, ou simplement BDM, reste, malgré les critiques, l'ouvrage de référence de tous les marchands et collectionneurs de bande dessinée. À ce titre, ces cotes paraissent pour le moins incontournables. Cependant, sa section petits formats est confinée à la portion congrue et l'on parle même de la supprimer. Avec la quinzaine de pages qui leur sont dévolus, impossible de lister les milliers de fascicules différents et encore moins de les coter. Les PF cotés au BDM demeurent donc l'exception. Il faut signaler que l'édition 2009 est, enfin, très riche et très développée sur les PF.

### 50 ans de petits formats
Cet ouvrage en deux volumes de Pierre Caillens détaille l'ensemble (ou presque) des PF, en donnant pour chacun une cote. Utile, cet ouvrage est cependant ancien (1993) et les cotes n'ont pas été réactualisées.

### Sites d'enchères sur Internet
Ebay, Aucland et consorts permettent d'avoir un instantané de la valeur d'une bande dessinée, mais ils présentent également le risque de montrer une image faussée par une poignée de collectionneurs fortunés entraînant la cote vers des sommets n'ayant plus rien à voir avec la réalité.

### Cotesamateures
Certains sites comme Comicsvf, Univers Comics, ou d'autres, présentent une cote personnelle. Ces cotes sont intéressantes, mais elles concernent principalement les comics, donc les PF concernés sont surtout ceux ayant publié ce genre de bandes dessinées. Il y a donc un manque à combler en matière de cotes de PF. Reste que ce genre de cotes a le défaut d'être peu ou pas reconnues des professionnels.

## Quelques chiffres
- Le nombre de PF s'élève à environ 48 200 + 900 spéciaux et 8 200 recueils (d'après la Database du Loup).
- Le PF ayant eu le plus de numéros est Akim, avec 756.
- Le PF ayant eu la plus longue existence est Rodéo, avec 47 ans et 9 mois, suivi par Kiwi, avec 47 ans et 3 mois.
- Le plus ancien PF est le 34 no 1 chez Vaillant (avril 1949).

## Autres supports

### Cinéma
Assez peu de personnages de petits formats ont été adaptés sur grand écran.
Voici un rapide tour d'horizon :
- 1966 : Kriminal, de Umberto Lenzi.
- 1968 : Danger Diabolik, de Mario Bava, avec John Philip Law, Marisa Mell et Michel Piccoli.
- 1968 : Il marchio di Kriminal, de Fernando Cerchio.
- 1972 : Karzan il favoloso uomo della giungla, de Demofilo Fidani, transpose sur grand écran les aventures de la version érotique de Tarzan.
- 1983 : Yor le Chasseur du Futur, d'Antonio Margheriti.
- 1985 : Tex et le seigneur des abîmes, adaptant le plus célèbre des cowboys italiens.
- 2003 : La Gran aventura de Mortadelo y Filemon, de Javier Fesser.

Ils n'ont pas été bien reçus par la critique[réf. souhaitée]. Signalons tout de même Della morte Dell'amore (1994), qui adapte très librement la série Dylan Dog.
Une nouvelle adaptation de Diabolik a été évoquée, mais elle se fait encore attendre[Quand ?]. 
Il existe bien d'autres films inspirés des PF, mais ce sont surtout des productions turques pirates adaptant Zagor (3 films), Capt'ain Swing (1 film), Kébir (8 films), Zorro (4 films), Kinowa (1 films), etc. Ils sont très recherchés par les collectionneurs, mais plus à cause de leur rareté que pour leurs qualités.

### Télévision
Il s'agit, pour l'essentiel, de dessins animés. Diabolik fait figure de précurseur avec une série très édulcorée, par rapport au fumetti neri original (Diabolik n'y étant plus un criminel sans pitié). Plus récemment, il y eut également une adaptation de Martin Mystère, réalisé par Marathon. Là aussi, fort éloigné du personnage de bande dessinée.
Bien sûr, dans le sens inverse (série TV adaptée en bande dessinée), est beaucoup plus fréquent et les exemples multiples. On peut ainsi citer Zorro paru en PF pendant de longues années, Ivanhoé, Bayard et bien d'autres. La palme revenant de toute évidence au petit éditeur OZ qui s'en fit une spécialité avec sa collection Télé-Séries publiant notamment des adaptations de la série britannique Destination Danger ou Au nom de la loi… 
Plus original, un projet animé adaptant Romano, la bande dessinée anglaise parlant d'un gitan footballeur serait en projet[Quand ?][réf. souhaitée].
NB : Il est fort possible que les œuvres adaptées ne soient pas toutes citées.

### Romans
Si en Italie, il est fréquent qu'un héros de fumetti soit adapté en romans, ce cas est beaucoup plus rare en France. On peut citer comme exemple Diabolik qui a eu l'honneur de 10 romans parus dans les années 1970.
Sinon, il est bien plus fréquent qu'un héros de romans soit adapté en PF. En 1965, les Presses de la Cité ayant racheté l'éditeur Artima, il s'en firent même une spécialité. On vit ainsi OSS 117, Sam & Sally, Madame Atomos et d'autres transposés en bande dessinée. Certaines revues comme Hallucinations virent chacun de leurs numéros consacrés à l'adaptation d'un roman. Ensuite, il y eut de nombreux classiques adaptés en petit format : Ivanhoé, Lancelot, Rocambole, Rouletabille et bien d'autres.

## Commentaires
Il existe quantité de revues plus petites que ce format, comme Andar ou Banko aux Éditions du Rempart — Mon Journal a réduit à 12×17 cm le format de ces revues l'espace d'une année —, pourtant, là aussi, il n'existe aucun doute sur la catégorie englobant ces bandes dessinées. 
La situation se complique quand on évoque les poches de Vaillant. Pif Poche, Placid et Muzo poche au format carré proche de Banko sont-ils des PF ? Si l'on se réfère à leur taille, aucun doute, la réponse est oui. Pourtant, les collectionneurs de ces revues ne sont pas ceux achetant des PF, alors ?
Bien que le nom de ces bandes dessinées se rattache explicitement à leur (petite) taille, le format ne serait pas le seul critère. Ainsi Akim Color, légèrement plus grand, mais contenant les aventures d'Akim ne serait pas du PF ? Super Swing aussi alors qu'il conte les aventures du Capt'ain du même nom ?
Certains n'hésitent pas à reverser les revues dépassant une certaine taille dans la catégorie « moyen format » ou « grand format ». Si cela paraît numériquement logique, ce choix a le fâcheux inconvénient de cloisonner des bandes rigoureusement collectionnées par les mêmes personnes, et cela a aussi le tort de répartir les bandes dessinées de kiosques dans de multiples catégories totalement inconnues du grand public. Or, que vaut une classification si elle n'est reprise par personne ?
Hulk dans la collection Pocket Flash (format 13×18 cm en noir et blanc) est-il un PF ou un comics ?

### Ouvrages généraux
- Gérard Thomassian, Encyclopédie des bandes dessinées de petit format, Fantasmak éditions, quatre tomes parus consacrés chacun à un éditeur (IMPERIA, LUG, SER, Aventures et voyages).
- Dominik Vallet, Encyclopédies thématiques BD de kiosque. Sept volumes chez Temps impossibles : "Science-Fiction", "Fantastique-Horreur", "Jungle-Préhistoire" et "Western". Le volume sur la Science-fiction a été réédité aux éditions De Varly. "Mon Journal en revues" (2016) sur l'éditeur "Aventures & Voyages" chez Temps impossibles, "Petits Formats de A à Z" qui recense et côte tous les petits formats, "Grands Formats de A à Z" qui fait de même avec les grands formats.
- Pierre Caillens, 50 ans de Petit Format, Annonce Bouquins, 2 volumes (1993).
- Les Répertoires de la Database BD du Loup : Les Petits Formats, Dans la Gueule du Loup (2004).

### Revues d'études
- Pimpf Mag, la revue d'études consacrée aux Petits Formats (voir site PIMPF).
- Hop!, la revue d'études consacrée à la bande dessinée en général, mais qui ne néglige pas les PF.
- Critix n°4, automne-hiver 1997 : « Dossier: Les Petits formats », p. 33-64.

### Monographies
- Le Mystère Devi… dévoilé, Jean-Yves Guerre (2002)
- Tex en France, Dominique Yvon (2002)
- Spécial Kiwi, Dominique Yvon (monographie sur Blek le Roc en France)
- Zagor, l'esprit à la Hache, Pierre Caillens (2001)
- La saga du Capt'ain Swing, Jean-Luc Biville (2009) réédité aux éditions De Varly.